# Île de la Passe
Île de la Passe es una isla rocosa en la bahía de Grand Port en la isla de Mauricio.

## Historia
Entre el 20 y 25 de agosto de 1810, durante la campaña británica para la captura de la isla (entonces llamada Isla de Francia) por los franceses, fue el escenario de la batalla de Grand Port. Esta fue una acción larga y muy reñida entre fuerzas más o menos iguales de fragatas francesas y británicas y, en definitiva, una derrota de los británicos, que perdieron cuatro fragatas, aunque una de ellos fue posteriormente recuperada, aunque posteriormente la escuadra francesa no sobreviviría a la invasión británica de Mauricio.